# Fútbol americano universitario

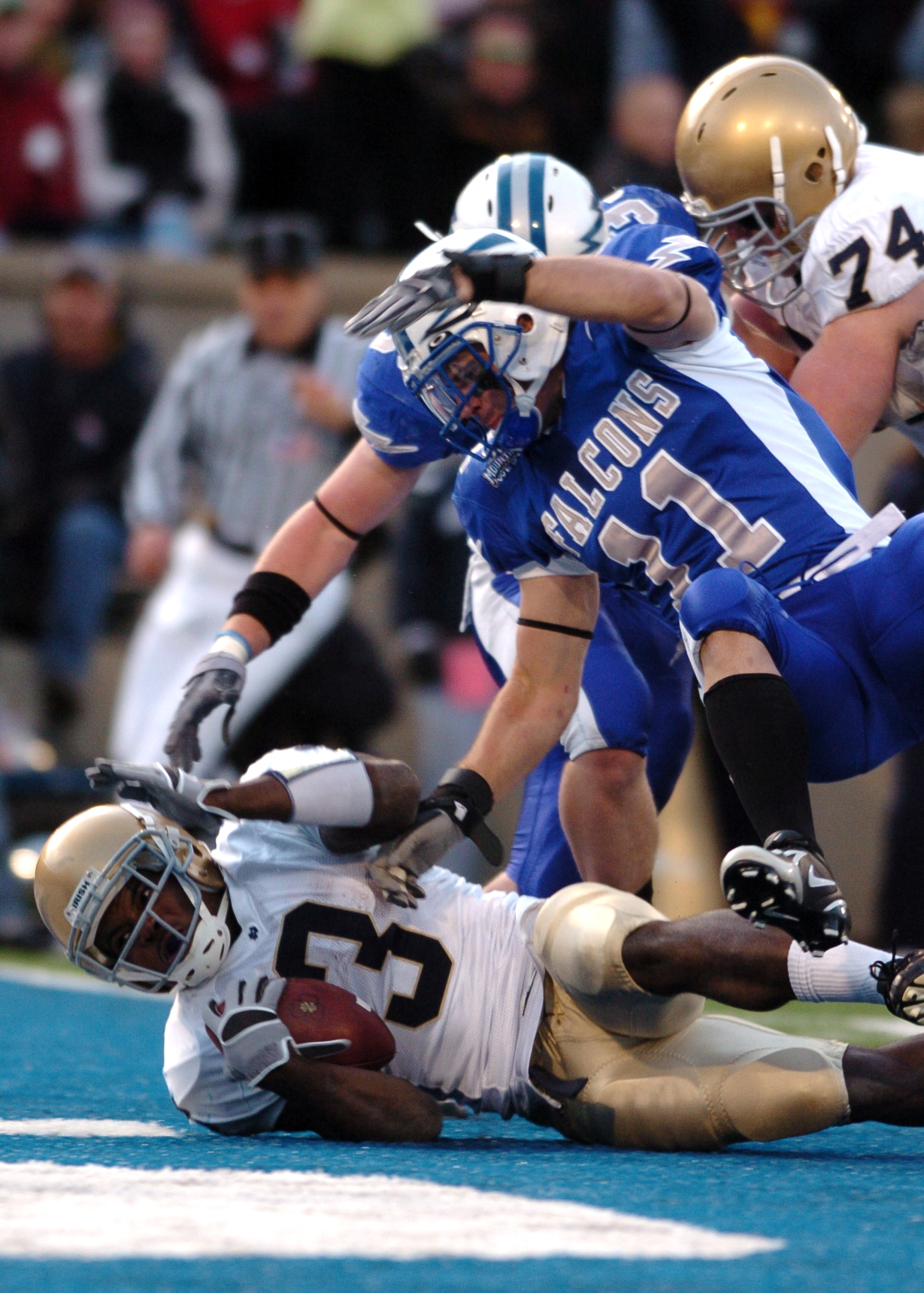
Imagen de un partido entre Notre Dame y Air Force.

El fútbol americano universitario (inglés: college football) es una categoría del fútbol americano. Se denomina así a la categoría que engloba las competiciones y partidos entre equipos universitarios.
La competición de fútbol americano universitario más importante es la de la National Collegiate Athletic Association (NCAA) en Estados Unidos. 
Otras competiciones de fútbol americano universitario son las de la National Association of Intercollegiate Athletics (NAIA), también en Estados Unidos; la del Deporte Interuniversitario Canadiense, jugándose bajo la variante canadiense; y las de la Organización Nacional Estudiantil de Fútbol Americano (ONEFA) y la Comisión Nacional Deportiva Estudiantil de Instituciones Privadas (CONADEIP) en México.

## Historia
El origen del fútbol americano universitario comenzó, como el mismo deporte del fútbol americano, como una variante del fútbol asociación que se comenzó a practicar en Inglaterra a mediados del siglo XIX. Sobre 1840, los estudiantes del Rugby School desarrollaron la variante del fútbol que se conoce como rugby. Este deporte fue exportado a Canadá por soldados ingleses destinados allí, y se empezó a practicar en las universidades canadienses. Fue convirtiéndose poco a poco, en el actual fútbol americano universitario, que se inició en el año 1869 en Nueva Jersey. El primer tazón universitario se inició en el día de año nuevo en 1902, cuando el equipo universitario de la Universidad de Míchigan derrotó al de la Universidad de Stanford por marcador de 49-0 en Pasadena (California), partido que aún se juega y que con el tiempo se le llamó Tazón de las Rosas o Rose Bowl.

## Estados Unidos

### NCAA
En Estados Unidos, el fútbol americano universitario más importante se rige por National Collegiate Athletic Association (NCAA). Los equipos de las distintas universidades estadounidenses se integran en tres divisiones (I, II y III), según el sistema de becas y de elegibilidad de sus estudiantes.

#### División I FBS de la NCAA
Los equipos de la División I de la NCAA se agrupan desde el año 1978 en dos subdivisiones: La Football Bowl Subdivision (FBS) para los mejores equipos, y la Football Championship Subdivision (FCS) para los demás. No existe un sistema de ascenso y descenso automático, la NCAA decide cuales pueden entrar en la FBS en función que estos lo soliciten y cumplan con unos requisitos de asistencias a su estadio (con un mínimo de 15.000 espectadores de media por partido) y de oferta de becas deportivas (85 en FBS por 60 en FCS), además que sean aceptados por alguna de las once conferencias de la subdivisión.
La FBS se compone de once conferencias en la NCAA. En la actualidad, las cinco conferencias más prestigiosas son las Pac-12, Big Ten, Big 12, Southeastern Conference y Atlantic Coast Conference, junto con otras cinco conferencias miembros del Grupo de los Cinco: American Athletic Conference, Conference USA, Mid-American Conference, Mountain West Conference y Sun Belt Conference, además de seis equipos independientes. Al término de la temporada regular se disputan una serie de partidos interconferencia denominados tazones o bowls entre los mejores equipos de la temporada. Algunos de los más prestigiosos han sido el Rose Bowl, Sugar Bowl, Orange Bowl, Cotton Bowl, Peach Bowl y Fiesta Bowl.
Durante buena parte del siglo XX, la División I no tuvo partido de campeonato dada la gran cantidad de equipos y la escasa cantidad de partidos en la temporada regular. En cambio, se realizaban votaciones entre la prensa y los entrenadores para determinar al campeón de la temporada, votaciones que se siguieron realizando durante un tiempo.
En 1992, varias conferencias comenzaron a realizar un partido de campeonato nacional aunque no representaba a todos los equipos de la FBS. Esto ocurrió recién en 1998 con la creación de la Bowl Championship Series (BCS).
Entre 2006 y 2013 el campeón nacional universitario de la FBS se decidía en un juego final llamado BCS National Championship Game, que disputaban los dos mejores equipos según la votación nacional que determinaba en el pasado al campeón de la temporada, juego que se realizaba en un escenario determinado con antelación por la NCAA.
A partir de 2014, los cuatro mejores del ranking universitario compiten en el College Football Playoff, para definir en un único juego al campeón nacional, juego que al igual que el BCS National Championship Game se realiza en un estadio determinado por la NCAA con años de anticipación.

#### División I FCS de la NCAA
Los equipos de la Football Championship Subdivision de la División I proclaman a su campeón en el torneo de postemporada denominado FCS National Football Championship, con un sistema de eliminación directa.

#### División II de la NCAA
Los equipos de la División II de la NCAA deciden su campeón en el Campeonato nacional de fútbol americano de la División II de la NCAA.

#### División III de la NCAA
Los equipos de la División III de la NCAA deciden su campeón en el Stagg Bowl.

### NAIA
El campeón de la NAIA se decide en un torneo de postemporada denominado NAIA National Football Championship.

## México

### Liga Mayor de la ONEFA
Desde 1930 se celebra en México un campeonato estudiantil de fútbol americano con una sola interrupción en 1968 (debido al Movimiento estudiantil de 1968 en México). Dicho campeonato colegial desde 1936 se llama 'Liga Mayor', y desde 1978 es llevado a cabo por la Organización Nacional Estudiantil de Fútbol Americano (ONEFA).

### Liga Mayor de la CONADEIP
Durante 2009 un grupo de universidades privadas decidieron, sin éxito, separarse de la ONEFA. Sin embargo, en 2010 se materializa la Conferencia Premier de la Liga Mayor de la Comisión Nacional Deportiva Estudiantil de Instituciones Privadas (CONADEIP).

### Unión de ONEFA y CONADEIP
Para 2020, la CONADEIP y la ONEFA llegaron a un acuerdo para volver a jugar juntos en la liga mayor, adecuando algunas reglas para la participación de las escuelas privadas, creándose así nuevas conferencias.